# Balocerus longicornis
Balocerus longicornis är en insektsart som beskrevs av Webb 1983. Balocerus longicornis ingår i släktet Balocerus och familjen dvärgstritar. Inga underarter finns listade i Catalogue of Life.